# Сарбани
Сарбани су племенска група Паштуна у Авганистану и Пакистану. У Сарбане се убраја 105 паштунских племена, од којих су најзначајнији Дурани (има их више од 1.500.000). Према паштунској легенди, Сарбани потичу од претка који се звао Сарбан, а који је био син Каис Абдур Рашида, легендарног претка паштунског народа. Легенда каже да је Каис Абдур Рашид имао три сина, Сарбана, Батана и Гургушта, од којих потиче већина данашњих паштунских племена.